# Fotballklubben Jerv 2017
Questa voce raccoglie le informazioni riguardanti il Fotballklubben Jerv nelle competizioni ufficiali della stagione 2017.

## Stagione
A seguito del 3º posto finale della precedente stagione e della mancata promozione nelle qualificazioni all'Eliteserien, il Jerv avrebbe affrontato il campionato di 1. divisjon 2017, oltre al Norgesmesterskapet. Il 20 dicembre è stato compilato il calendario del nuovo campionato, che alla 1ª giornata avrebbe visto la squadra andare a far visita al Florø, nel weekend dell'1-2 aprile 2016.
Il 7 aprile è stato sorteggiato il primo turno del Norgesmesterskapet 2017: il Jerv avrebbe fatto visita al Donn. La squadra ha superato questo ostacolo ed anche Bryne ed Åsane nei turni successivi, prima di arrendersi al Rosenborg.
Il Jerv ha chiuso l'annata al 13º posto finale.

## Maglie e sponsor
Lo sponsor tecnico per la stagione 2017 è stato Umbro, mentre lo sponsor ufficiale è stato J. J. Ugland. La divisa casalinga era composta da una maglietta gialla, con pantaloncini blu e calzettoni gialli. Quella da trasferta prevedeva una maglia rossa, con pantaloncini e calzettoni bianchi.
| Casa | Trasferta |

## Rosa
| N. |                      | Ruolo | Calciatore               |
| -- | -------------------- | ----- | ------------------------ |
| 1  | Norvegia (bandiera)  | P     | Øyvind Knutsen           |
| 2  | Norvegia (bandiera)  | D     | Glenn Andersen           |
| 3  | Norvegia (bandiera)  | D     | Brice Wembangomo         |
| 4  | Norvegia (bandiera)  | D     | Espen Knudsen            |
| 5  | Norvegia (bandiera)  | D     | Nils Petter Andersen     |
| 6  | Danimarca (bandiera) | C     | Mathias Wichmann         |
| 7  | Norvegia (bandiera)  | A     | Ulrik Berglann           |
| 8  | Norvegia (bandiera)  | C     | Christopher MacConnacher |
| 9  | Norvegia (bandiera)  | C     | Eirik Haugstad           |
| 10 | Aruba (bandiera)     | A     | Erixon Danso             |
| 11 | Norvegia (bandiera)  | C     | Jan Jenssen              |
| 12 | Norvegia (bandiera)  | P     | Stian Christensen        |
| 13 | Nigeria (bandiera)   | C     | David Akintola           |
| 14 | Norvegia (bandiera)  | C     | Vegard Somdal            |

| N. |                          | Ruolo | Calciatore           |
| -- | ------------------------ | ----- | -------------------- |
| 15 | Norvegia (bandiera)      | D     | Halvor Hofstad       |
| 17 | Norvegia (bandiera)      | A     | Martin Hoel Andersen |
| 18 | Norvegia (bandiera)      | C     | Tobias Collett       |
| 19 | Norvegia (bandiera)      | D     | Kristoffer Tønnesen  |
| 20 | Norvegia (bandiera)      | A     | Jakob Erzeid Toft    |
| 22 | Norvegia (bandiera)      | D     | Sander Haugen        |
| 23 | Norvegia (bandiera)      | C     | Andreas Hagen        |
| 24 | Norvegia (bandiera)      | C     | Simen Aanonsen       |
| 25 | Nigeria (bandiera)       | C     | Michael Ogungbaro    |
| 26 | Norvegia (bandiera)      | C     | Petter Ølberg        |
| 30 | Norvegia (bandiera)      | P     | Tommy Runar          |
| 45 | Guinea-Bissau (bandiera) | A     | Idé Colubali         |
| 69 | Norvegia (bandiera)      | A     | Alexander Lind       |

## Calciomercato

### Sessione invernale(dal 01/01 al 31/03)
| Arrivi | Arrivi               | Arrivi       | Arrivi     |
| R.     | Nome                 | da           | Modalità   |
| ------ | -------------------- | ------------ | ---------- |
| D      | Brice Wembangomo     | Sarpsborg 08 | definitivo |
| C      | David Akintola       | Midtjylland  | prestito   |
| C      | Martin Hoel Andersen | Kvik Halden  | definitivo |
| A      | Erixon Danso         |              | svincolato |

| Partenze | Partenze          | Partenze | Partenze   |
| R.       | Nome              | a        | Modalità   |
| -------- | ----------------- | -------- | ---------- |
| D        | Dejan Corovic     |          | svincolato |
| C        | Tonny Brochmann   | Stabæk   | definitivo |
| C        | Joachim Edvardsen |          | svincolato |
| C        | Christoffer Myhre |          | svincolato |
| A        | Pape Moussa Sow   |          | svincolato |

### Sessione estiva(dal 20/07 al 16/08)
| Arrivi | Arrivi           | Arrivi   | Arrivi     |
| R.     | Nome             | da       | Modalità   |
| ------ | ---------------- | -------- | ---------- |
| C      | Mathias Wichmann |          | svincolato |
| A      | Idé Colubali     | Boavista | prestito   |

| Partenze | Partenze       | Partenze  | Partenze |
| R.       | Nome           | a         | Modalità |
| -------- | -------------- | --------- | -------- |
| C        | Tobias Collett | Vindbjart | prestito |

## Risultati

### 1. divisjon

#### Girone di andata
| Arbitro: | Hauge (Bergen) |

|          |           |             |
| Kupen 6’ | Marcatori | 77’ Collett |

| Arbitro: | Hansen (Oslo) |

|          |           |                      |
| Toft 77’ | Marcatori | 31’, 50’ Reginiussen |

| Arbitro: | Følstad Skarsem (Trondheim) |

|                                 |           |  |
| Silfwer 22’ Pellegrino 37’, 89’ | Marcatori |  |

| Arbitro: | Amland (Bergen) |

|  |           |           |
|  | Marcatori | 90’ Rasch |

| Arbitro: | Hansen Grøtta |

|                          |           |                        |
| Andersen 48’ Collett 76’ | Marcatori | 63’ Astvald 79’ Nyborg |

| Arbitro: | Moen (Oslo) |

|             |           |          |
| Rnkovic 39’ | Marcatori | 69’ Lind |

| Arbitro: | Hauge (Bergen) |

|                        |           |                          |
| Haugstad 40’ Hagen 50’ | Marcatori | 43’ Maykel 57’ Moldskred |

| Arbitro: | Følstad Skarsem (Trondheim) |

|        |           |                     |
| Flo 8’ | Marcatori | 10’ (rig.) Andersen |

| Arbitro: | Aslam |

|          |           |              |
| Toft 63’ | Marcatori | 87’ Soltvedt |

| Arbitro: | Tennøy (Bergen) |

|                                  |           |                               |
| Larsen 13’ Aase 17’ Børufsen 62’ | Marcatori | 75’ MacConnacher 85’ Haugstad |

| Arbitro: | Smehus Kringstad (Oslo) |

|                                  |           |  |
| Andersen 38’ (rig.) Haugstad 63’ | Marcatori |  |

| Bodø 11 giugno 2017, ore 15:30 12ª giornata                                   | Bodø/Glimt | 4 – 0 referto | Jerv | Aspmyra Stadion (2.402 spett.) |
| \| \| \| \| \| Opseth 3’ Olsen 40’ Edvardsen 79’ Kachi 88’ \| Marcatori \| \| |            |               |      |                                |
|                                                                               |            |               |      |                                |
| Opseth 3’ Olsen 40’ Edvardsen 79’ Kachi 88’                                   | Marcatori  |               |      |                                |

| Arbitro: | Hauge (Bergen) |

|                     |           |            |
| Andersen 88’ (rig.) | Marcatori | 73’ Nilsen |

| Arbitro: | Hansen Grøtta |

|  |           |                               |
|  | Marcatori | 8’ Andersen 21’ Toft 90’ Lind |

| Arbitro: | Jonsson Trædal (Oslo) |

|                                                               |           |                        |
| Hagen 1’ Berglann 28’, 55’ Collett 52’ Danso 75’ Andersen 85’ | Marcatori | 38’ Aalbu 63’ Sandberg |

#### Girone di ritorno
| Arbitro: | Rafiq (Oslo) |

|                          |           |                 |
| Andresen 10’ Sildnes 29’ | Marcatori | 63’ Erzeid Toft |

| Arbitro: | Smehus Kringstad |

|  |           |                  |
|  | Marcatori | 60’ (aut.) Tønne |

| Arbitro: | Amland (Bergen) |

|                   |           |  |
| Akintola 30’, 83’ | Marcatori |  |

| Kongsvinger 13 agosto 2017, ore 18:00 19ª giornata                                                     | Kongsvinger | 6 – 1 referto | Jerv | Gjemselund Stadion |
| \| \| \| \| \| Güven 12’ Maykel 23’, 43’ Castro 64’, 68’ Moldskred 87’ \| Marcatori \| 24’ Akintola \| |             |               |      |                    |
| |             |               |      |                    |
| Güven 12’ Maykel 23’, 43’ Castro 64’, 68’ Moldskred 87’                                                | Marcatori   | 24’ Akintola  |      |                    |

| Arbitro: | Tennøy (Bergen) |

|                        |           |                                         |
| Hagen 34’ Colubali 59’ | Marcatori | 31’ Rasmussen 45’ Ibrahimaj 46’ W. Pepa |

| Arbitro: | Moen (Oslo) |

|                |           |                                    |
| Hagen 25’, 84’ | Marcatori | 80’ Colubali 85’ Knudsen 90’ Hagen |

| Arbitro: | Saggi (Drammen) |

|              |           |                                 |
| Akintola 19’ | Marcatori | 9’, 64’ Lie Skålevik 90’ Hadzic |

| Arbitro: | Jonsson Trædal (Oslo) |

|               |           |               |
| Huseklepp 88’ | Marcatori | 34’ Ogungbaro |

| Arbitro: | Gjermshus (Oslo) |

|                        |           |  |
| Akintola 54’ Danso 82’ | Marcatori |  |

| Arbitro: | Hansen Grøtta |

|          |           |                                  |
| Vibe 57’ | Marcatori | 26’, 41’, 49’ Akintola 37’ Hagen |

| Arbitro: | Hansen (Oslo) |

|  |           |                |
|  | Marcatori | 34’ Pellegrino |

| Arbitro: | Gjermshus (Oslo) |

|                                                      |           |           |
| Aalbu 7’, 69’ Kaland 24’ Sandberg 27’, 49’, 51’, 53’ | Marcatori | 85’ Hagen |

| Arbitro: | Følstad Skarsem (Trondheim) |

|                        |           |                                       |
| Dahl Reitan 62’ (aut.) | Marcatori | 17’ Drage 50’, 75’ Opseth 67’ Bjørkan |

| Arbitro: | Moen (Oslo) |

|                                            |           |                     |
| Foosnæs 20’ Karlsen 39’ (rig.) Lillebo 90’ | Marcatori | 80’ (rig.) Andersen |

| Arbitro: | Amland (Bergen) |

|  |           |               |
|  | Marcatori | 53’, 62’ Husa |

### Norgesmesterskapet
| Kristiansand 26 aprile 2017, ore 18:00 Primo turno      | Donn      | 0 – 2 referto         | Jerv | Kongsgårdbanen |
| \| \| \| \| \| \| Marcatori \| 5’, 16’ Hoel Andersen \| |           |                       |      |                |
|                                                         |           |                       |      |                |
|                                                         | Marcatori | 5’, 16’ Hoel Andersen |      |                |

| Grimstad 24 maggio 2017, ore 18:00 Secondo turno                              | Jerv      | 2 – 1 referto | Bryne | Levermyr Stadion (783 spett.) |
| \| \| \| \| \| Berglann 18’ Undheim 39’ (aut.) \| Marcatori \| 45’ Khalili \| |           |               |       |                               |
|                                                                               |           |               |       |                               |
| Berglann 18’ Undheim 39’ (aut.)                                               | Marcatori | 45’ Khalili   |       |                               |

| Arbitro: | Aslam |

|                       |           |                 |
| Akintola 45’ Toft 90’ | Marcatori | 56’ Hammersland |

| Arbitro: | Hagen (Grue) |

|              |           |                               |
| Haugstad 11’ | Marcatori | 33’ Jevtović 60’ Vilhjálmsson |

## Statistiche

### Statistiche di squadra
| Competizione       | Punti | In casa | In casa | In casa | In casa | In casa | In casa | In trasferta | In trasferta | In trasferta | In trasferta | In trasferta | In trasferta | Totale | Totale | Totale | Totale | Totale | Totale | DR  |
| Competizione       | Punti | G       | V       | N       | P       | Gf      | Gs      | G            | V            | N            | P            | Gf           | Gs           | G      | V      | N      | P      | Gf     | Gs     | DR  |
| ------------------ | ----- | ------- | ------- | ------- | ------- | ------- | ------- | ------------ | ------------ | ------------ | ------------ | ------------ | ------------ | ------ | ------ | ------ | ------ | ------ | ------ | --- |
| 1. divisjon        | 32    | 15      | 4       | 4       | 7       | 23      | 24      | 15           | 4            | 4            | 7            | 21           | 35           | 30     | 8      | 8      | 14     | 44     | 59     | -15 |
| Norgesmesterskapet | -     | 3       | 2       | 0       | 1       | 5       | 4       | 1            | 1            | 0            | 0            | 2            | 0            | 4      | 3      | 0      | 1      | 7      | 4      | +3  |
| Totale             | -     | 18      | 6       | 4       | 8       | 28      | 28      | 16           | 5            | 4            | 7            | 23           | 35           | 34     | 11     | 8      | 15     | 51     | 63     | -12 |

### Andamento in campionato
| Giornata  | 1  | 2  | 3  | 4  | 5  | 6  | 7  | 8  | 9  | 10 | 11 | 12 | 13 | 14 | 15 | 16 | 17 | 18 | 19 | 20 | 21 | 22 | 23 | 24 | 25 | 26 | 27 | 28 | 29 | 30 |
| --------- | -- | -- | -- | -- | -- | -- | -- | -- | -- | -- | -- | -- | -- | -- | -- | -- | -- | -- | -- | -- | -- | -- | -- | -- | -- | -- | -- | -- | -- | -- |
| Luogo     | T  | C  | T  | C  | C  | T  | C  | T  | C  | T  | C  | T  | C  | T  | C  | T  | T  | C  | T  | C  | T  | C  | T  | C  | T  | C  | T  | C  | T  | C  |
| Risultato | N  | P  | P  | P  | N  | N  | N  | N  | N  | P  | V  | P  | N  | V  | V  | P  | V  | V  | P  | P  | V  | P  | N  | V  | V  | P  | P  | P  | P  | P  |
| Posizione | 11 | 10 | 13 | 15 | 14 | 14 | 12 | 14 | 15 | 15 | 14 | 14 | 14 | 13 | 12 | 13 | 12 | 11 | 12 | 13 | 10 | 11 | 11 | 10 | 9  | 9  | 10 | 11 | 12 | 13 |

Fonte:  OBOS-ligaen 2017, su altomfotball.no, Altomfotball.
Legenda:

Luogo: C = Casa; T = Trasferta. Risultato: V = Vittoria; N = Pareggio; P = Sconfitta.

### Statistiche dei giocatori
| Giocatore        | 1. divisjon | 1. divisjon | 1. divisjon | 1. divisjon | Norgesmesterskapet | Norgesmesterskapet | Norgesmesterskapet | Norgesmesterskapet | Coppe europee | Coppe europee | Coppe europee | Coppe europee | Altre coppe | Altre coppe | Altre coppe | Altre coppe | Totale   | Totale | Totale      | Totale     |
| Giocatore        | Presenze    | Reti        | Ammonizioni | Espulsioni  | Presenze           | Reti               | Ammonizioni        | Espulsioni         | Presenze      | Reti          | Ammonizioni   | Espulsioni    | Presenze    | Reti        | Ammonizioni | Espulsioni  | Presenze | Reti   | Ammonizioni | Espulsioni |
| ---------------- | ----------- | ----------- | ----------- | ----------- | ------------------ | ------------------ | ------------------ | ------------------ | ------------- | ------------- | ------------- | ------------- | ----------- | ----------- | ----------- | ----------- | -------- | ------ | ----------- | ---------- |
| S. Aanonsen      | 0           | 0           | 0           | 0           | 1                  | 0                  | 0                  | 0                  |               |               |               |               |             |             |             |             | 1        | 0      | 0           | 0          |
| D. Akintola      | 24          | 8           | 3           | 0           | 3                  | 1                  | 1                  | 0                  |               |               |               |               |             |             |             |             | 27       | 9      | 4           | 0          |
| G. Andersen      | 29          | 5           | 2           | 0           | 4                  | 0                  | 1                  | 0                  |               |               |               |               |             |             |             |             | 33       | 5      | 3           | 0          |
| N. Andersen      | 22          | 2           | 3           | 0           | 3                  | 0                  | 1                  | 0                  |               |               |               |               |             |             |             |             | 25       | 2      | 4           | 0          |
| U. Berglann      | 30          | 2           | 2           | 0           | 3                  | 1                  | 0                  | 0                  |               |               |               |               |             |             |             |             | 33       | 3      | 2           | 0          |
| S. Christensen   | 2           | -5          | 0           | 0           | 1                  | -1                 | 0                  | 0                  |               |               |               |               |             |             |             |             | 3        | -6     | 0           | 0          |
| T. Collett       | 14          | 3           | 0           | 0           | 2                  | 0                  | 0                  | 0                  |               |               |               |               |             |             |             |             | 16       | 3      | 0           | 0          |
| I. Colubali      | 11          | 2           | 3           | 0           | 1                  | 0                  | 0                  | 0                  |               |               |               |               |             |             |             |             | 12       | 2      | 3           | 0          |
| E. Danso         | 25          | 2           | 5           | 0           | 4                  | 0                  | 0                  | 0                  |               |               |               |               |             |             |             |             | 29       | 2      | 5           | 0          |
| J. Erzeid Toft   | 14          | 4           | 0           | 0           | 4                  | 1                  | 1                  | 0                  |               |               |               |               |             |             |             |             | 18       | 5      | 1           | 0          |
| A. Hagen         | 24          | 6           | 4           | 0           | 3                  | 0                  | 0                  | 0                  |               |               |               |               |             |             |             |             | 27       | 6      | 4           | 0          |
| S. Haugen        | 0           | 0           | 0           | 0           | 1                  | 0                  | 0                  | 0                  |               |               |               |               |             |             |             |             | 1        | 0      | 0           | 0          |
| E. Haugstad      | 15          | 3           | 4           | 0           | 3                  | 1                  | 0                  | 0                  |               |               |               |               |             |             |             |             | 18       | 4      | 4           | 0          |
| M. Hoel Andersen | 8           | 0           | 2           | 0           | 1                  | 2                  | 0                  | 0                  |               |               |               |               |             |             |             |             | 9        | 2      | 2           | 0          |
| H. Hofstad       | 2           | 0           | 0           | 0           | 0                  | 0                  | 0                  | 0                  |               |               |               |               |             |             |             |             | 2        | 0      | 0           | 0          |
| J. Jenssen       | 3           | 0           | 0           | 0           | 2                  | 0                  | 1                  | 0                  |               |               |               |               |             |             |             |             | 5        | 0      | 1           | 0          |
| E. Knudsen       | 22          | 1           | 3           | 0           | 2                  | 0                  | 0                  | 0                  |               |               |               |               |             |             |             |             | 24       | 1      | 3           | 0          |
| Ø. Knutsen       | 28          | -54         | 0           | 0           | 3                  | -3                 | 0                  | 0                  |               |               |               |               |             |             |             |             | 31       | -57    | 0           | 0          |
| A. Lind          | 13          | 2           | 2           | 0           | 1                  | 0                  | 0                  | 0                  |               |               |               |               |             |             |             |             | 14       | 2      | 2           | 0          |
| C. MacConnacher  | 17          | 1           | 2           | 0           | 3                  | 0                  | 0                  | 0                  |               |               |               |               |             |             |             |             | 20       | 1      | 2           | 0          |
| M. Ogungbaro     | 21          | 1           | 3           | 0           | 2                  | 0                  | 1                  | 0                  |               |               |               |               |             |             |             |             | 23       | 1      | 4           | 0          |
| P. Ølberg        | 0           | 0           | 0           | 0           | 0                  | 0                  | 0                  | 0                  |               |               |               |               |             |             |             |             | 0        | 0      | 0           | 0          |
| T. Runar         | 0           | -0          | 0           | 0           | 0                  | -0                 | 0                  | 0                  |               |               |               |               |             |             |             |             | 0        | 0      | 0           | 0          |
| V. Somdal        | 10          | 0           | 2           | 0           | 0                  | 0                  | 0                  | 0                  |               |               |               |               |             |             |             |             | 10       | 0      | 2           | 0          |
| K. Tønnesen      | 28          | 0           | 1           | 0           | 4                  | 0                  | 0                  | 0                  |               |               |               |               |             |             |             |             | 32       | 0      | 1           | 0          |
| B. Wembangomo    | 29          | 0           | 1           | 0           | 3                  | 0                  | 0                  | 0                  |               |               |               |               |             |             |             |             | 32       | 0      | 1           | 0          |
| M. Wichmann      | 14          | 0           | 2           | 0           | 1                  | 0                  | 1                  | 0                  |               |               |               |               |             |             |             |             | 15       | 0      | 3           | 0          |